# شيخ سك
شيخ أحمد سك (بالفرنسية: Cheikh Seck)‏ (مواليد 2 سبتمبر 1967) هو لاعب كرة قدم سنغالي في مركز حراسة المرمى، مثّل منتخب السنغال وشارك معه في بطولة كأس الأمم الأفريقية في نسختي 1986 و1990. اعتزل عام 1994.

## وصلات خارجية
شيخ سك على موقع قاعدة بيانات كرة القدم.إي يو (الإنجليزية)
- شيخ سك على موقع ناشيونال فوتبول تيمز (الإنجليزية)